# Мішулін Спартак Васильович
Спартак Васильович Мішулін (рос. Спарта́к Васи́льевич Мишу́лин; 22 жовтня 1926, Москва, РРФСР, СРСР — 17 липня 2005, Москва, Росія) — радянський і російський актор театру і кіно. Заслужений діяч культури Польщі (1976). Народний артист РРФСР (1981). Лауреат Державної премії РФ (1997).

## Біографічні відомості
Актор Московського академічного театру Сатири. «Пан Директор» з телевізійного «Кабачка „13 стільців“».
Знявся у низці кінофільмів українських кіностудій.

## Фільмографія
- «Яблуко розбрату» (1962, музикант колгоспного оркестру, грає на тарілках (немає в титрах)
- «О тринадцятій годині ночі» (1969, Лісовик)
- «Швейк у Другій світовій війні» (1969, телефільм-спектакль; фотограф Балоун)
- «У тридев'ятому царстві...» (1970, новий прем'єр-міністр; Кіностудія ім. О. Довженка)
- «Біле сонце пустелі» (1970, Саід)
- «Денискині розповіді» (1970)
- «Алло, Варшаво!» (1971, Кашкін, телережисер)
- «Малюк і Карлсон, який живе на даху» (1971, телефільм; Карлсон)
- «Надбання республіки» (1971, Ілля Спиридонович Тараканов, керуючий у князів Тихвинських)
- «Тільки ти» (1972, Яків Плутарховіч Наконечніков (Яшка «Буксир»), постачальник; Кіностудія ім. О. Довженка)
- «Карнавал» (1972, Аркадій Клятуманов)
- «Автомобіль, скрипка і собака Клякса» (1974, музиканта без інструменту / таксист)
- «Поцілунок Чаніти» (1974, префект поліції; Кіностудія ім. О. Довженка)
- «Киш і Двапортфеля» (1974, Васін)
- «Ау-у!» (1975, Спартак Васильович / Придворний)
- «Чарівний ліхтар» (1976, Огюст Люм'єр / Куплетист / Бродяга / Стара селянка)
- «Пісні над хмарами» (1976, Махмуд, брат Нафісат, помічник гіпнотезера)
- «Подорож через місто» (1979, т/ф, новела «Любов під псевдонімом»; Кіностудія ім. О. Довженка)
- «Три дні свята» (1981, режисер)
- «Талісман» (1983, директор меблевого магазину, Володимир Петрович Капустін)
- «Перикола» (1984, Дон Педро)
- «Обережно — Василько!» (1985, вчитель фізики)
- «Добре сидимо!» (1986, пасажир-«штовхач» (експедитор з постачання)
- «Що таке Єралаш?» (1986, ведучий / Карлсон / режисер / Король)
- «Людина з бульвару Капуцинів» (1987, Індіанський вождь)
- «Минуле повернути» (1988, начальник поліції Німеччини)
- «Приватний детектив, або Операція „Кооперація“» (1990, Георгій Михайлович)
- «Бабій» (1990, Григорій Олександрович)
- «Зачарований мандрівник» (1990, циган)
- «Щен із сузір'я Гончих Псів» (1991, директор магазину)
- «Вербувальник» (1991, Григорій Степанович Логінов)
- «Тінь, або Може бути, все обійдеться» (1991, міністр фінансів)
- «Чортів п'яниця» (1991, Степан Додонишкін)
- «Постріл у труні» (1992, Булкін; Кіностудія ім. О. Довженка)
- «На Дерибасівській гарна погода, або На Брайтон-Біч знову йдуть дощі» (1992, слуга шейха)
- «Повітряні пірати» (1992, шеф спецкоманди авіаагентства; ТВО «Дума», Україна)
- «Браві хлопці» (1993, майор Казбек Паміров; Україна)
- «Анекдотіада, або Історія Одеси в анекдотах» (1994, 5 а, Україна)
- «Майстер і Маргарита» (1994, Арчибальд Арчибальдович)
- «Нефертіті» (1994, помічник Монкутура)
- «Бульварний роман» (1995, Мордка Палем; Росія—Україна)
- «Бременські музиканти & Co» (2000, Сищик)
- «Азіріс Нуна» (2006, сторож) та ін.